# Zbigniew Kozaczek
Zbigniew Kozaczek ps. „Żak” (ur. 20 września 1927 w Warszawie, zm. 6 października 2015) – polski działacz podziemia niepodległościowego w czasie II wojny światowej, żołnierz Szarych Szeregów i Armii Krajowej, uczestnik powstania warszawskiego, działacz kombatancki, wiceprzewodniczący Zarządu Głównego i Rady Naczelnej Stowarzyszenia Szarych Szeregów.

## Życiorys
Urodził się w Warszawie. Przed II wojną światową działał w harcerstwie jako harcerz 22 Warszawskiej Drużyny Harcerskiej. W czasie okupacji niemieckiej działacz Szarych Szeregów, zastępca komendanta Roju „Orły Podolskie” w ramach VI Obwodu AK-Praga. W czasie powstania warszawskiego w stopniu strzelca służył w plutonie łączności 605a – 3 Rejon – VI Obwodu AK-Praga. Był więźniem niemieckich obozów koncentracyjnych KL Auschwitz-Birkenau i KL Buchenwald. Po wojnie ukończył studia inżynierskie i uzyskał doktorat. Był dyrektorem Zakładów Naprawczych Taboru Kolejowego w Mińsku Mazowieckim oraz Zjednoczenia Zakładów Naprawczych Taboru Kolejowego.

## Wybrane odznaczenia
- Krzyż Oficerski Orderu Odrodzenia Polski,
- Złoty Krzyż Zasługi,
- Medal Zwycięstwa i Wolności (1946),
- Medal za Warszawę 1939–1945.
- Krzyż Armii Krajowej,
- Warszawski Krzyż Powstańczy,
- Krzyż Partyzancki,
- Krzyż Oświęcimski,
- Krzyż „Za Zasługi dla ZHP”,
- Medal „Pro Memoria”,
- Medal „Pro Patria”